# Michaił Czuwyrin
Michaił Jewdokimowicz Czuwyrin (ros. Михаи́л Евдоки́мович Чувы́рин, ur. 28 sierpnia?/9 września 1883 w stanicy Mochowy Gory w guberni niżnonowogrodzkiej, zm. 2 września 1947 w Moskwie) – radziecki działacz partyjny.

## Życiorys
W 1903 wstąpił do SDPRR, został 1904 aresztowany, 1905 zesłany do Kraju Ussuryjskiego, 1908 zwolniony. W 1910 aresztowany i zwolniony, 1914-1917 służył w armii, był 1918 przewodniczącym Komitetu Miejskiego RKP(b) w Arzamasie, później szefem Arzamaskiego Sztabu Wojskowo-Rewolucyjnego, do 1919 wojenkomem ujezdu arzamaskiego. W 1919 żołnierz Armii Czerwonej, 1919-1921 funkcjonariusz partyjny i wojskowy w Symbirsku, 1922-1923 sekretarz odpowiedzialny kobielackiego powiatowego komitetu KP(b)U, 1923-1924 sekretarz odpowiedzialny Komitetu Okręgowego KP(b)U w Krasnohradzie. W 1924 sekretarz kolegium partyjnego i przewodniczący połtawskiej gubernialnej komisji kontrolnej KP(b)U, 1924-1927 sekretarz odpowiedzialny Komitetu Okręgowego KP(b)U w Krzywym Rogu, od 12 grudnia 1925 do 27 maja 1937 członek KC KP(b)U. Od 13 września 1927 do czerwca 1929 sekretarz odpowiedzialny Komitetu Okręgowego KP(b)U w Ługańsku, od 29 listopada 1927 do 21 listopada 1929 zastępca członka Biura Politycznego KC KP(b)U, od 19 grudnia 1927 do 26 czerwca 1930 zastępca członka KC WKP(b), od czerwca 1929 do 1932 przewodniczący Wszechukraińskiej Rady Związków Zawodowych. Od 21 listopada 1929 do 23 maja 1936 członek Biura Politycznego KC KP(b)U, od 13 lipca 1930 do 10 marca 1939 członek KC WKP(b), od 22 lipca do 19 września 1932 I sekretarz Komitetu Obwodowego KP(b)U w Doniecku, od 19 września 1932 do marca 1933 przewodniczący Komitetu Wykonawczego Donieckiej Rady Obwodowej. Od marca 1933 sekretarz Komitetu Obwodowego KP(b)U w Doniecku, 1933-1936 ponownie przewodniczący Wszechukraińskiej Rady Związków Zawodowych, 1936-1938 przewodniczący KC Związku Zawodowego Robotników Przemysłu Elektrycznego, 1938-1946 kierownik Grupy Rewizyjnej Wszechzwiązkowej Centralnej Rady Związków Zawodowych.